# Georg David Henrik von Vicken
Georg David Henrik von Vicken, född 16 december 1847 i Askersunds landsförsamling, död 11 april 1907 i Gefle församling, var en disponent och verkställande direktör vid Gefle Verkstäder. 
Han utbildade sig till ingenjör och blev 1893 disponent för aktiebolag Gävle verkstäder. Ledamot i Gävle stad av dess drätselkammare 1895 och av stadsfullmäktige 1896. 

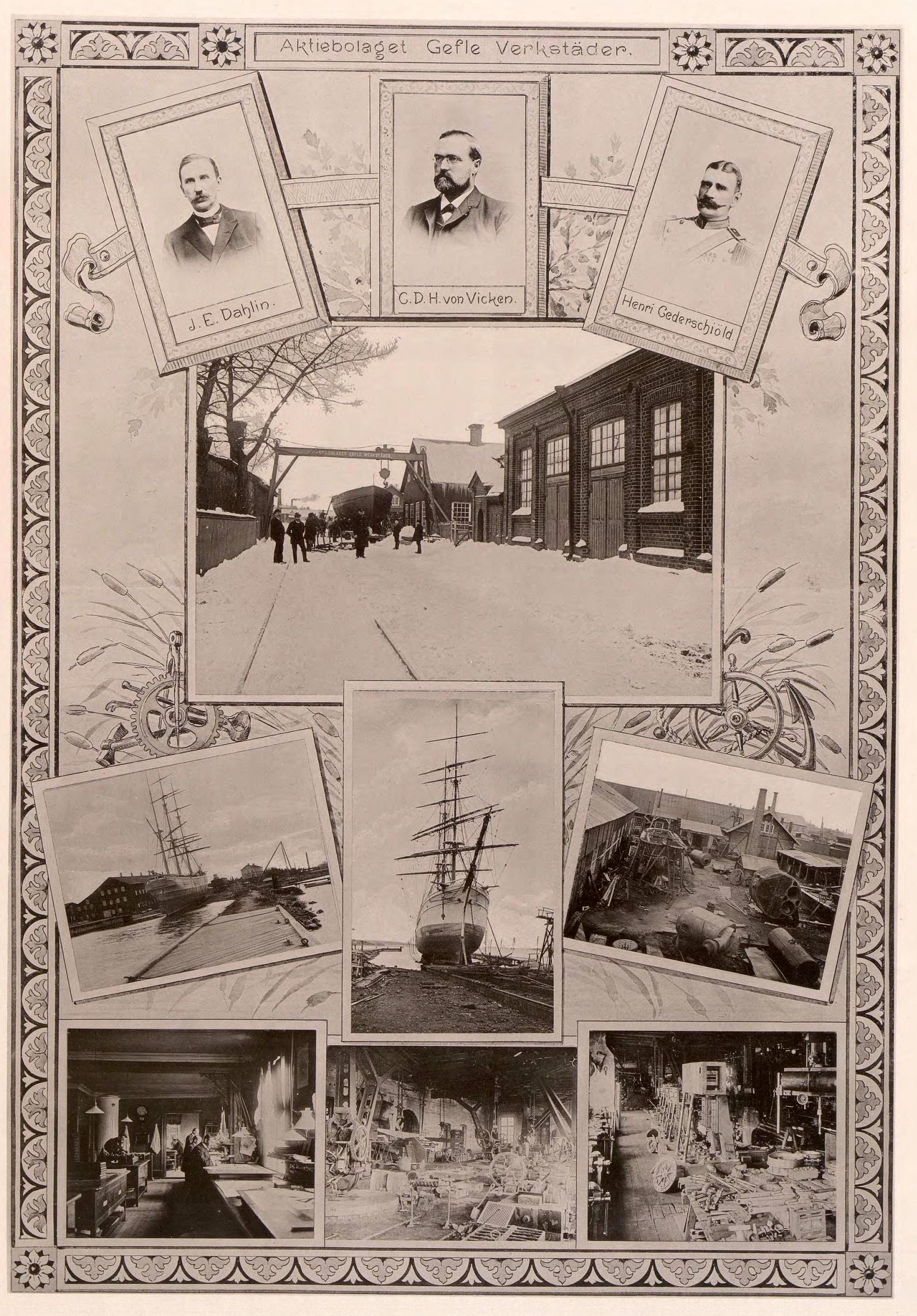
Verkställande direktör vid Gefle Verkstäder

Han avled i april 1907 och är begravd på Gävle gamla kyrkogård.